# Blog BD

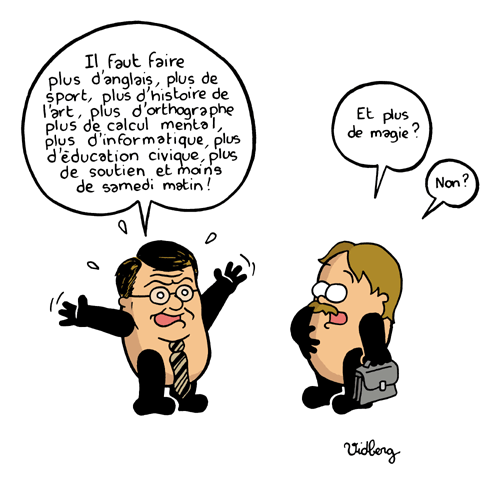
Dessin humoristique de Martin Vidberg au sujet de la réforme de l'enseignement de Xavier Darcos

Un blog BD ou bédéblog (BD signifiant bande dessinée) est un type de blog dont le moyen d'expression est principalement graphique et narratif. Les auteurs de blogs BD utilisent souvent la bande dessinée pour raconter des anecdotes réelles ou imaginaires de leur vie quotidienne.

## Caractéristiques
En France et en Belgique, le blog BD représente l'équivalent en popularité aux webcomics aux États-Unis. Néanmoins, les concepts sont différents : un webcomic est une bande dessinée en ligne dont l'auteur présente régulièrement de nouveaux épisodes et qui a généralement un début et une fin. Le blog BD peut contenir des anecdotes personnelles, des tranches de vie, des fictions, des illustrations, etc. Cette distinction n'est cependant pas exclusive. En effet certains blogs BD, comme Chicou-Chicou, se situent à la frontière du blog et du webcomic : ils présentent des personnages imaginaires (caractéristique du webcomic) mais ceux-ci évoluent dans des tranches de vie quotidienne (caractéristique du blog) sans qu'il y ait de grandes lignes scénaristiques ni de dénouement prévu. Le blog de Frantico, qui, lui, comporte un dénouement, est un autre exemple.
Tout comme un blog ordinaire, un blog BD peut être créé sur une plate-forme d'hébergement de blogs ou comme une annexe d'un site personnel et peut accueillir des commentaires de visiteurs.
Certains blogs BD sont collectifs, tels Damned!, Chicou-Chicou et Les Autres Gens, soap-opera quotidien sur un scénario de Thomas Cadène, où se relaient une vingtaine de dessinateurs (Bastien Vivès, Erwann Surcouf, Singeon, Aseyn, Vincent Sorel, Tanxxx, Sébastien Vassant, Alexandre Franc, Marion Montaigne...).
Certaines BD peuvent être originales par leur style graphique[réf. souhaitée], comme La Bande Pas Dessinée, qui ne contient que des phylactères.

## Statut
Le blog BD peut être perçu comme une expression artistique dans le domaine de la bande dessinée, de l'illustration ou du graphisme, ou du moins comme une plate-forme révélatrice de jeunes talents. Ainsi plusieurs auteurs ont vu leur blog publié ou se sont vu offrir des possibilités d'édition via leur blog.
La popularité du blog BD peut se voir à l'organisation d'évènements tels que les rencontres entre les auteurs et les lecteurs, notamment le Festival des blogs BD, créé en 2005 par Yannick Lejeune et qui attire chaque année de très nombreux fans.
Les blogs BD constituent un outil de communication. Ils sont de plus en plus utilisés par des illustrateurs freelance, afin de se faire connaître et d'ouvrir sur des opportunités professionnelles. C'est le cas par exemple de Pénélope Bagieu qui renvoie sur son blog vers son site professionnel.